# Трактат атеологии
«Тракта́т атеоло́гии» (фр. Traité d'athéologie) — книга известного французского философа Мишеля Онфре, вышедшая в 2005 году. Продана тиражом в 500 тысяч экземпляров. Название является отсылкой к незаконченному многотомному труду Жоржа Батая «Сумма атеологии».
В своей книге Онфре исходит из того, что мы живем не в атеистические, а в нигилистические времена и что время настоящего атеизма ещё только должно наступить, хотя уже существовало много образцов «христианского атеизма» — слишком зависимого от христианства, чтобы предлагать ему реальную альтернативу. В частности, марксизм-ленинизм с его энтузиазмом к богоборству Онфре причисляет именно к такому христианскому атеизму. Автор высмеивает священные писания и черные пятна в истории религий. Основную часть «Трактата» занимает жёсткая критика трех монотеистических религий — христианства, ислама и иудаизма. Книга рассчитана на учёных, преподавателей и студентов, интересующихся вопросами философии, религии, этики, социальной психологии, культурологии.
Книга была переведена на английский язык в 2007 году под названиями «Atheist Manifesto: The Case Against Christianity, Judaism, and Islam» и «In Defence of Atheism: The Case Against Christianity, Judaism and Islam», а также в 2010 году на украинский.

## Краткое содержание
Книга состоит из четырёх частей: «Атеология», «Монотеизм», «Христианство», «Теократия», а также содержательного библиографического обзора.
В первой части — «Атеология» — автор развивает учение Ницше, при этом критикуя его мнение о смерти Бога. Затем он размышляет о том, что понятие «атеист» изначально имеет негативную окраску.
Вторая часть — «Монотеизм» — представляет собой структурный анализ трех авраамических религий. Онфре пишет об их исторической почве и выявляет общие черты, включая суеверия, отказ от разума, порабощение женщин, ненависть к верующим других религий, отрицание прогресса и науки, мизантропию, ненависть к интеллекту, закрепощение собственного тела и вообще самоунижение в надежде на роскошество в другой жизни.
Третья часть — «Христианство» — посвящена проблеме существования Иисуса. По мнению автора, заявления о его существовании основываются на недостоверных показаниях. Он также утверждает, что Апостол Павел описывает Иисуса как невротика и истеричного человека. Затем Мишель Онфре объясняет, как, воспользовавшись ситуацией, Император Константин сделал христианство государственной религией.
В последней части — «Теократия» — автор объясняет взаимосвязь трех монотеистических религий с политической властью. Затем он показывает ряд противоречий в священных книгах.

Книга завершается выдвижением идей нового атеизма и секуляризма, которые автор назвал постхристианскими, и в которых, по его мнению, Бог и нравственность исчезли.

## Отзывы и обсуждения
Во Франции написано пять книг в ответ на «Трактат», преимущественно со стороны христиан.
В католическом журнале «Esprit & Vie» работа Онфре была описана как «нетипичная книга, питающая ненавистью по отношению к религии в целом <…> Он не предложил ничего принципиально нового, по сравнению с Ницше».
Напротив, научно-популярный журнал «Automates intelligents» высоко оценил книгу, сказав, что «она читается словно роман» и указав на её «приятный стиль». В журнале также было оценено то, что Мишель Онфре упоминает многих современных ученых, отстаивает честь научного материализма и атеизма.

## Издания
- Онфре М. Трактат атеолоrії. Фізика метафізики / Пер. з фр. та наук. ред. А. Рєпи[укр.]. — Киев: Ніка-Центр, 2010. — 216 с. — ISBN 978-966-521-540-0.